# NGC 3576
NGC 3576 – mgławica emisyjna (obszar H II) znajdująca się w konstelacji Kila. Mgławica ta znajduje się w odległości około 9000 lat świetlnych od Ziemi w Ramieniu Strzelca Drogi Mlecznej. Stanowi odrębną część kompleksu mgławicowego RCW 57, choć niektóre źródła używają nazwy NGC 3576 w odniesieniu do całego obszaru RCW 57.
Jest to jedna ze słabszych mgławic Ramienia Strzelca Drogi Mlecznej. Gdy John Herschel obserwował ją po raz pierwszy 14 i 16 marca 1834 roku, widział jedynie kilka plamek mgławicopodobnych, stąd ostatecznie otrzymała ona 6 różnych numerów klasyfikacyjnych w katalogu NGC: NGC 3576, NGC 3579, NGC 3581, NGC 3582, NGC 3584 oraz NGC 3586. Obecnie najczęściej używaną przez astronomów nazwą dla całej mgławicy jest NGC 3576.
Kształty NGC 3576 są skutkiem formowania się nowych gwiazd w mgławicy. Młode, masywne gwiazdy są źródłem potężnych wiatrów formujących zakrzywione kolumny. Wodór, siarka oraz tlen, wzbudzone przez intensywne promieniowanie ultrafioletowe nadają mgławicy charakterystyczne barwy. Świecenie mgławicy zarysowuje również sylwetki gęstych obłoków pyłu i gazu. Mgławica NGC 3576 jest potencjalnym miejscem formowania się nowych gwiazd, na co wskazują zapadające się ciemne obłoki.